# Canadian Soccer League 2002
La Canadian Soccer League 2002 fue la quinta edición de la liga de fútbol canadiense. Estuvo organizado por la Asociación Canadiense de Fútbol y participaron 14 clubes.
Al final del campeonato, los tres mejores clubes de cada conferencia participaron en rondas eliminatorias para definir a los dos finalistas. Ottawa Wizards y North York Astros disputaron la final del torneo el 5 de octubre de 2002. Ottawa Wizards ganó el partido 2-0 y se coronó campeón del certamen.
El torneo también entregó varios, entre ellos, al jugador más valioso que fue Abraham Osman del Ottawa Wizards, el goleador Darren Tilley del Mississauga Olympians y el técnico del año que fue Aldwyn McGill, Metro Lions, entre otros.

## Equipos participantes
Todos los equipos participantes:

### Conferencia Este
- Ottawa Wizards
- Montreal Dynamites
- Metro Lions
- York Region Shooters
- Durham Flames
- Glen Shields Sun Devils
- Toronto Supra

### Conferencia Oeste
- Toronto Croatia
- Mississauga Olympians
- Hamilton Thunder
- St. Catharines Wolves
- North York Astros
- Brampton Hitmen
- London City

## Tabla general

### Conferencia Este
| Posición              | Equipo                  | PJ | PG | PP | PE | GF | GC | GD  | Puntos |
| --------------------- | ----------------------- | -- | -- | -- | -- | -- | -- | --- | ------ |
| 1                     | Ottawa Wizards          | 19 | 15 | 2  | 2  | 55 | 13 | +42 | 47     |
| 2                     | Montreal Dynamites      | 19 | 11 | 5  | 3  | 44 | 34 | +10 | 36     |
| 3                     | Metro Lions             | 19 | 11 | 6  | 2  | 36 | 23 | +13 | 35     |
| 4                     | York Region Shooters    | 19 | 8  | 7  | 4  | 29 | 33 | -4  | 28     |
| 5                     | Durham Flames           | 19 | 7  | 10 | 2  | 28 | 44 | -16 | 23     |
| 6                     | Glen Shields Sun Devils | 19 | 6  | 11 | 2  | 27 | 35 | -8  | 20     |
| 7                     | Toronto Supra           | 19 | 4  | 11 | 4  | 23 | 48 | -25 | 16     |
| Estadísticas finales. |                         |    |    |    |    |    |    |     |        |

 PJ = Partidos jugados; PG = Partidos ganados; PP = Partidos perdidos; PE = Partidos empatados;
GF = Goles a favor; GC = Goles en contra; GD = Goles de diferencia
| \| \| Equipos clasificados a una ronda eliminatoria \| |                                               |
|                                                        | Equipos clasificados a una ronda eliminatoria |

### Conferencia Oeste
| Posición              | Equipo                | PJ | PG | PP | PE | GF | GC | GD  | Puntos |
| --------------------- | --------------------- | -- | -- | -- | -- | -- | -- | --- | ------ |
| 1                     | Toronto Croatia       | 19 | 10 | 5  | 4  | 36 | 23 | +13 | 34     |
| 2                     | Mississauga Olympians | 19 | 9  | 5  | 5  | 49 | 30 | +19 | 32     |
| 3                     | Hamilton Thunder      | 19 | 8  | 7  | 4  | 31 | 24 | +7  | 28     |
| 4                     | St. Catharines Wolves | 19 | 6  | 7  | 6  | 35 | 41 | -6  | 24     |
| 5                     | North York Astros     | 19 | 4  | 9  | 6  | 22 | 42 | -20 | 18     |
| 6                     | Brampton Hitmen       | 19 | 4  | 10 | 5  | 19 | 27 | -8  | 17     |
| 7                     | London City           | 19 | 2  | 10 | 7  | 22 | 39 | -17 | 13     |
| Estadísticas finales. |                       |    |    |    |    |    |    |     |        |

 PJ = Partidos jugados; PG = Partidos ganados; PP = Partidos perdidos; PE = Partidos empatados;
GF = Goles a favor; GC = Goles en contra; GD = Goles de diferencia
| \| \| Equipos clasificados a una ronda eliminatoria \| |                                               |
|                                                        | Equipos clasificados a una ronda eliminatoria |

## Final
- Ottawa Wizards 2–0 North York Astros[2]

## Premios
- Jugador más valioso: Abraham Osman, Ottawa Wizards[1]
- Goleador: Darren Tilley, Mississauga Olympians[1]
- Técnico del año: Aldwyn McGill, Metro Lions[1]
- Mejor portero: George Azcurra, Toronto Croatia[1]